# Ahmed Barusso
Ahmed Apimah Barusso (* 26. Dezember 1984 in Accra) ist ein ghanaischer ehemaliger Fußballspieler.

## Profil
Der Ghanaer Ahmed Barusso ist ein ballorientierter Mittelfeldspieler, der über einen starken Schuss verfügt. Experten erkennen in seiner Spielweise viele Parallelen zu anderen großen Spielern, Barussos Technik wird beispielsweise oft mit der eines Marcel Desailly, seine Spielstärke mit der von Michael Essien verglichen.
Der 1,85 Meter große Barusso spielte in seiner Heimatstadt Accra für die Jugendmannschaft des FC Nania. Die ghanaische Fußballlegende Abédi Pelé entdeckte ihn damals und empfahl ihn dem Italiener Francesco Janich, der Barusso einen Vertrag beim Amateurverein Manfredonia Calcio vermittelte.

## Vereinskarriere

### Manfredonia Calcio
In seiner ersten Saison in Italien spielte Ahmed Barusso mit Manfredonia Calcio in der Serie D, absolvierte dort 18 Spiele und erzielte dabei ein Tor. Die Mannschaft stieg auf und spielte in der folgenden Saison in der Serie C2. Dort bestätigte er seine gute Leistungen in 19 Spielen mit drei Toren. Barusso schaffte es, mit dem Klub erneut aufzusteigen. In der Saison 2005/06 erspielte er sich in der Serie C1 endgültig den Stammplatz (24 Spiele, 5 Tore). Nachdem Manfredonia den Aufstieg in die Serie B verpasst hatte, wurde es für den Klub jedoch schwer, Barusso zu behalten. Viele Vereine aus der Serie B unterbreiteten ihm Angebote. Er entschied sich am Ende der Saison für Rimini Calcio.

### Rimini Calcio
In seiner ersten und einzigen Saison bei Rimini Calcio absolvierte Ahmed Barusso acht Spiele und erzielte dabei zwei Tore. In den Spielen gegen Juventus Turin und FC Bologna wurde er zum Mann des Spieles gewählt. Am 28. Oktober 2006, dem neunten Spieltag gegen den FC Crotone, brach sich Barusso nach einem Zweikampf ein Bein und fiel vier Monate lang aus. In der Rückrunde machte er gegen den FC Bologna durch ein Tor aus etwa 30 Metern Entfernung erneut auf sich aufmerksam. Nach Ende der Saison wurde Barusso mit vielen Vereinen in Verbindung gebracht. FC Arsenal, AC Mailand, Inter Mailand, AS Rom, AC Florenz, Galatasaray Istanbul sowie Beşiktaş Istanbul waren an einer Verpflichtung des Ghanaers interessiert. Zudem wurde behauptet, dass der AC Mailand sich bereits in der Winterpause die Transferrechte für Ahmed gesichert hätte, was sich später als falsch herausstellte. Am 5. Juli 2007 gab der AS Rom die Verpflichtung des jungen Ghanaers bekannt. Der Römer Klub kaufte Rimini für ca. 2 Millionen Euro 50 % der Transferrechte ab, die restlichen Rechte verblieben bis zur Auflösung dieser sogenannten Co-Eignerschaft bei Rimini Calcio.

### AS Rom
Ahmed Barusso absolvierte sein erstes Spiel für die Hauptstädter am 7. Oktober 2007 gegen den FC Parma. Die Partie entschied Rom mit 3:0 für sich. Wegen der starken Konkurrenz im Mittelfeld trat er in der Folge kaum in Erscheinung. Er wurde bis zum Saisonende vom AS Rom an Galatasaray SK für 400.000 € ausgeliehen, um Spielpraxis zu erhalten. Die Vertragsunterzeichnung sollte erfolgen, sobald Barusso vom Afrika-Cup 2008 zurückgekehrt war.

### Galatasaray Istanbul und Rückkehr nach Italien
Am 30. Januar 2008 gab der türkische Traditionsverein Galatasaray Istanbul bekannt, den Ghanaer für ein halbes Jahr auf Leihbasis verpflichtet zu haben.
Nach lediglich zwei absolvierten Ligapartien für Galatasaray Istanbul kehrte der Mittelfeldakteur im Sommer 2008 auf Leihbasis nach Italien zurück und schloss sich der AC Siena an. Im August 2009 wurde Barusso erneut auf Leihbasis abgegeben, diesmal zu Brescia Calcio. Nachdem er dort regelmäßig eingesetzt worden war, folgte Ende Januar 2010 der nächste Vereinswechsel auf Leihbasis. Der Mittelfeldspieler wurde zum FC Turin abgegeben, bei dem er bis zum Saisonende zum Stammpersonal zählte und mit den Turinern den Aufstieg in die Serie A nur knapp verfehlte. Im Sommer 2010 kehrte er wieder zum AS Rom zurück, wurde aber kurz darauf erneut ausgeliehen. Die Saison 2010/11 bestritt er bei AS Livorno in der Serie B, ehe er im Jahr 2011 einen neuen Anlauf in Rom nahm. Doch in der Winterpause 2011/12 wurde er in die Serie B zum ASG Nocerina ausgeliehen. Hier machte er in elf Spielen ein Tor.

## Nationalmannschaft
Ahmed Barusso war Teil der ghanaischen Olympiamannschaft, die sich für die Olympischen Sommerspiele 2004 in Athen qualifiziert. Jedoch nahm er nicht an den Spielen teil, da er vom neuen Trainer Mariano Barreto nicht in den Kader berufen wurde.
Sein erstes Spiel für die A-Mannschaft Ghanas absolvierte Barusso am 6. Juli 2003 gegen Ruanda. Sein erster Treffer gelang ihm nach einer Einwechslung im Freundschaftsspiel gegen Marokko am 8. September 2007. Beim Afrika-Cup 2008 im eigenen Land erreichte Barusso mit Ghana das Halbfinale, in dem man Kamerun mit 0:1 unterlag.

## Erfolge
- Türkischer Meister: 2008